# Mare di Roma Beach Soccer
L'A.S.D. Kasei Mare di Roma è una società sportiva italiana di beach soccer con sede nella città di Ostia (Roma).
Ha ottenuto il suo miglior piazzamento nel 2008 raggiungendo le Final Eight.
La passata stagione (2010) ha raggiunto la salvezza nell'ultima giornata riuscendo a battere la sempre-temibile Terracina.
Questa stagione (2011) fa parte del girone centro-nord.

## Storia
Rosa 2010
- Portieri

Valerio Mariani, Alessandro Gatto Silvestri, Laszlo Szucs.
- Centrali

Tommaso Sabatino, Daniele Massa,
- Esterni

Simone Vacchelli, Matteo Frezza, Mario Di Marco, Viktor Fekete, Davide Diana, Luca Fenu, Alessandro Martinelli, Simone Rinaldi.
- attaccanti

Gian Luca Marazza, Marco Emidi, Giovanni Cioffi.
ROSA 2011
- Portieri

Laszlo Szucs, Valerio Mariani, Paolo Caiazzi
- Centrali

Tommaso Sabatino, Daniele Massa, Gianluca Stampone
- Esterni

Simone Vacchelli, Matteo Frezza, Viktor Fekete, Daniele Fenu, Simone Rinaldi.
- attaccanti

Gian Luca Marazza, Gianluca Lupino, Maci, Ferey Berenciay

## Calendario
- 10/06 Milano - Mare di Roma 7-6 (3 Marazza, MAssa, Frezza, Vacchelli)
- 11/06 Mare Di Roma - Colosseum 3-7 (Massa, Frezza, Fekete)
- 12/06 Cervia - Mare Di Roma 5-4 (Vacchelli, Marazza, Frezza, Fekete)
- 07/07 Mare di Roma - SanBenedetto 5-6 d.c.r. (Berenciay, Fekete(2),Marazza)
- 08/07 Viareggio - Mare Di Roma 6-2 (Fekete(2))
- 09/07 Mare Di Roma - Venezia 3-5 (Rinaldi(2),Marazza)
- 10/07 Derby Castrocaro - Mare Di Roma 7-6 d.t.s. (Rinaldi, Frezza, Marazza (4))